# Van Alstyne
Van Alstyne város az USA Texas államában, Grayson megyében. Lakosainak száma 4369 fő (2020. április 1.).

## Népesség
A település népességének változása:

| 2010 | 3 046 |
| 2020 | 4 369 |